# Oliwskie Łąki

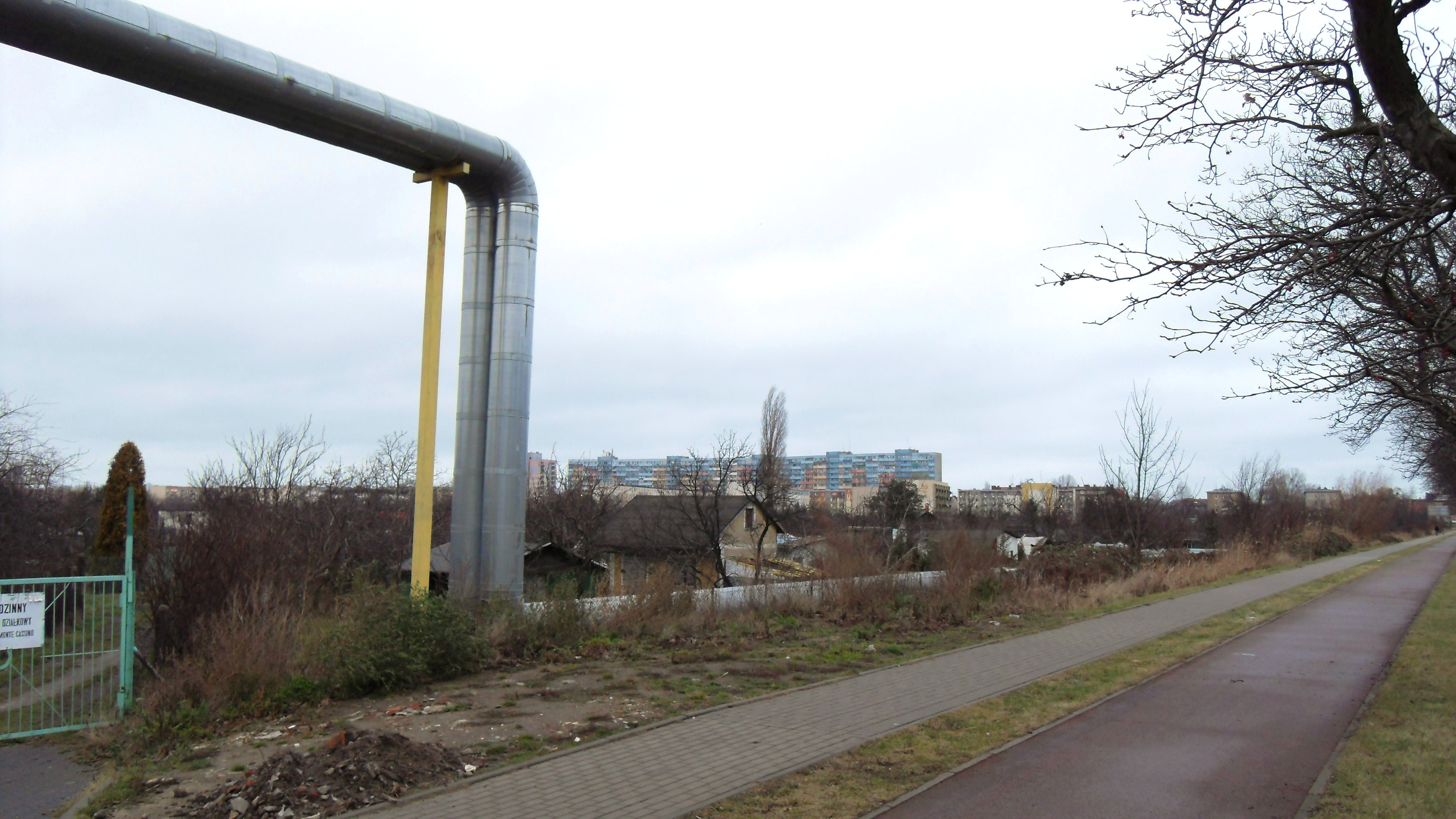
Oliwskie Łąki

Oliwskie Łąki (niem. Sasper und Olivaer Wiesen) – obszar historyczny w Gdańsku, na osiedlu Letnica.

## Historia
Do 1772 roku Oliwskie Łąki stanowiły własność klasztoru Cystersów w Oliwie. Dzięki położeniu nad Jeziorem Zaspa były dobrze nawodnione i pełniły funkcję pastwisk dla wsi Zaspa.
Oliwskie Łąki zostały przyłączone w granice administracyjne miasta w 1926. Należą do okręgu historycznego Port.
Obecnie nazwa Oliwskie Łąki jest już praktycznie nieużywana, lecz zagospodarowanie tych terenów nie uległo znaczącej zmianie. Na obszarze między osiedlem Letnica a dzielnicą Nowy Port, który przecina droga krajowa nr 1 (E75) E77 jako ul. Marynarki Polskiej, znajdują się głównie ogródki działkowe, składowiska przemysłowe oraz nieużytki.